# Cameron Gliddon
Cameron Gliddon (ur. 16 sierpnia 1989 w Perth) – australijski koszykarz, występujący na pozycji rzucającego obrońcy, obecnie zawodnik Brisbane Bullets.
16 lutego 2016 został zawodnikiem AZS Koszalin. 15 lipca 2016 roku powrócił do drużyny Cairns Taipans.
18 kwietnia 2018 podpisał umowę z Brisbane Bullets.

## Osiągnięcia
Stan na 18 kwietnia 2018, na podstawie, o ile nie zaznaczono inaczej.
College
Na podstawie.
- Mistrz:
  - NAIA (2012)
  - konferencji Golden State Athletic (2012)
- Zawodnik Roku Konferencji Golden State Athletic (2012)
- MVP finałów NAIA (2012)
- Zaliczony do I składu:
  - NAIA (2012)
  - turnieju NAIA (2012)

Drużynowe
- Wicemistrz Australii (2015, 2017)

Indywidualne
- 2-krotny Zawodnik Roku Australii Zachodniej
- Debiutant Roku NBL (2013)
- Taipans MVP (2014, 2016)
- Obrońca Roku Taipans (2013)

Reprezentacja
- Mistrz:
  - Oceanii (2015)
  - Pucharu Azji (2017)
  - Igrzysk Wspólnoty Narodów (2018)
- Uczestnik:
  - mistrzostw świata U–19 (2007 – 5. miejsce)[6]
  - Uniwersjady (2011 – 15. miejsce)